# Lance Anderson
Lance Anderson ist ein US-amerikanischer Maskenbildner und Spezialeffektkünstler.

## Leben
Anderson wuchs in Venice, Los Angeles auf, wo er die Venice High besuchte. Nach zwei Jahren bei der United States Navy studierte er am Santa Monica Junior College. Zunächst arbeitete er als Elektriker, dann zog er nach Malibu und begann eine Ausbildung zum Maskenbildner. Er wurde schließlich von Stan Winston angestellt und begann seine Karriere im Filmstab 1981 als Spezialeffektkünstler beim Science-Fiction-Liebesfilm Herzquietschen von Allan Arkush. Anderson gründete schließlich sein eigenes Studio, Make-up Designs, Inc. 2005 nahm er seinen Sohn David LeRoy Anderson als Partner auf, worauf der Firmenname in AFX Studio geändert wurde. Gemeinsam mit seinem Sohn war er 2006 war er für Ron Howards Boxerfilm Das Comeback für den Oscar in der Kategorie Bestes Make-up und beste Frisuren nominiert, es gewann in diesem Jahr jedoch der Abenteuerfilm Die Chroniken von Narnia: Der König von Narnia. Anderson wirkte unter renommierten Regisseuren wie Steven Spielberg, Tim Burton, Michael Apted, Robert Zemeckis sowie den Horrorfilm-Spezialisten John Carpenter und Wes Craven.
Anderson ist verheiratet und hat neben David ein weiteres Kind. Er ist der Schwiegervater der Schauspielerin Heather Langenkamp.

## Filmografie (Auswahl)
- 1981: Herzquietschen (Heartbeeps)
- 1982: Das Ding aus einer anderen Welt (John Carpenter’s The Thing)
- 1984: 2010: Das Jahr, in dem wir Kontakt aufnehmen (2010: The Year We Make Contact)
- 1984: Ghostbusters – Die Geisterjäger (Ghostbusters)
- 1986: Captain EO
- 1988: Moonwalker
- 1989: Friedhof der Kuscheltiere (Pet Sematary)
- 1991: Backdraft – Männer, die durchs Feuer gehen (Backdraft)
- 1992: Der Tod steht ihr gut (Death Becomes Her)
- 1993: Jurassic Park
- 1996: Die Kammer (The Chamber)
- 1997: L.A. Confidential
- 2000: Der Grinch (How the Grinch Stole Christmas)
- 2001: Planet der Affen (Planet of the Apes)
- 2003: Bruce Allmächtig (Bruce Almighty)
- 2004: Dawn of the Dead
- 2005: Das Comeback (Cinderella Man)
- 2008: Frost/Nixon
- 2012: The Cabin in the Woods

## Nominierungen (Auswahl)
- 2006: Oscar-Nominierung in der Kategorie Bestes Make-up und beste Frisuren für Das Comeback